# Mihuatlán
Mihuatlán là một đô thị thuộc bang Veracruz, México. Năm 2005, dân số của đô thị này là 4083 người.